# Stekelbaarzen
Stekelbaarzen (Gasterosteidae) is een familie van straalvinnige vissen uit de orde van de Gasterosteiformes (Stekelbaarsachtigen).

## Geslachten
- Apeltes DeKay, 1842
- Culaea Whitley, 1950
- Gasterosteus Linnaeus, 1758
- Pungitius Coste, 1848
- Spinachia G. Cuvier, 1816

## In Nederland waargenomen soorten
- Genus: Gasterosteus
  - Gasterosteus aculeatus - (Driedoornige stekelbaars)
- Genus: Pungitius
  - Pungitius pungitius - (Tiendoornige stekelbaars)
- Genus: Spinachia
  - Spinachia spinachia - (Zeestekelbaars)